# Hélène Vlachou
Hélène Vlachou (grec moderne : Ελένη Βλάχου / Eléni Vláchou) est née le 18 décembre 1911 à Athènes, en Grèce, où elle est décédée le 14 octobre 1995. C'est une journaliste, une chroniqueuse et une femme politique grecque.
Un prix Hélène Vlachou du journalisme a été créé par l'ambassade d'Allemagne à Athènes en 2003.

## Biographie
Hélène Vlachou est la fille du journaliste et romancier grec Georges Vlachos (el), fondateur du quotidien Kathimerini. 
Le 27 janvier 1935, elle publie son premier texte dans le quotidien dirigé par son père. L'article évoque les impressions de voyage de la jeune femme lors d'un séjour effectué en Extrême-Orient. La même année, elle commence l'écriture d'articles, toujours signés <<E>>, dans le même journal. 
En 1936, Hélène Vlachou est envoyée à Berlin afin d'y servir de correspondante sportive à l'occasion des Jeux olympiques. Elle rencontre alors Adolf Hitler, Joseph Goebbels et Hermann Göring. 
En juillet 1950, elle entreprend la publication d'un magazine mensuel intitulé Élections (Εκλογή). Après la mort de Georges Vlachos en 1951, Hélène devient directrice de Kathimeriní. En 1955, elle lance la publication du magazine Photos (Εικόνες) et, en 1961, du journal Sud (Μεσημβρινή (el)) avant de fonder, en 1960, les éditions Galaxy (Γαλαξίας). 
Le 21 avril 1967, l'armée grecque renverse le Premier ministre Panagiotis Kanellopoulos et instaure la Dictature des colonels. En réaction à ce coup d'État, Hélène Vlachou cesse toute nouvelle publication. La jeune femme fuit finalement la Grèce après l'échec du contre-coup d'État organisé par le roi Constantin II en décembre 1967. Craignant une arrestation, et malgré le couvre-feu, elle s'échappe de chez elle en sautant du toit de sa maison et gagne la terrasse de la demeure adjacente à la sienne. Après un long périple, elle s'installe à Londres où elle établit sa résidence tout au long de la dictature. Elle réalise toutefois de nombreux voyages à l'étranger (Europe, Amériques et Afrique) dans le but de dénoncer la junte militaire au pouvoir à Athènes.
Hélène Vlachou rentre finalement en Grèce après la chute du régime dictatorial, en août 1974. Elle reprend alors son travail de journaliste et de chroniqueuse et continue à publier jusqu'à sa mort. 
L'année 1974 marque par ailleurs l'entrée d'Hélène Vlachou dans la politique puisqu'elle est alors élue députée pour la Nouvelle Démocratie.

## Prix Hélène Vlachou
Tous les deux ans, l'ambassade d'Allemagne en Grèce décerne le prix Hélène Vlachou du journalisme afin de récompenser des journalistes de la presse écrite, de la radio, de la télévision ou de l'internet ayant réalisé un travail exceptionnel dans le domaine de la couverture des questions européennes ou internationales.
Le premier récipiendaire du prix a été le journaliste de Ta Néa Ioannis Diakogiannis, en 2003. En 2005, c'est au tour de Costas Iordanidis de Kathimerini de recevoir le prix. En 2007, la distinction est décernée à Costas Argyros de l’ERT et d’Eléftheros Týpos. Enfin, en 2009, le prix Hélène Vlachou a été remis à Maria Nicolaou de L'Observateur de Thrace.

## Œuvres
- Επίκαιρα (recueil d'articles), 1949 ;
- Εντυπώσεις από τη Ρωσία (livre de voyage), 1954 ;
- Γιατί δεν τα λέτε (recueil d'articles), 1977 ;
- Στιγμιότυπα, 1986 ;
- Πενήντα και κάτι... (mémoires en 4 volumes), 1991-1994.